# ريزال (بالاوان)
ريزال (بالإنجليزية: Rizal, Palawan) هي بلدية فلبينية تقع في الفلبين في بالاوان. يقدر عدد سكانها بـ 42,759 نسمة ومساحتها 1,256.47 كم2 .

## المناخ
يظهر الجدول التالي التغييرات المناخية على مدار السنة لريزال:
| البيانات المناخية لـريزال         | البيانات المناخية لـريزال | البيانات المناخية لـريزال | البيانات المناخية لـريزال | البيانات المناخية لـريزال | البيانات المناخية لـريزال | البيانات المناخية لـريزال | البيانات المناخية لـريزال | البيانات المناخية لـريزال | البيانات المناخية لـريزال | البيانات المناخية لـريزال | البيانات المناخية لـريزال | البيانات المناخية لـريزال | البيانات المناخية لـريزال |
| الشهر                             | يناير                     | فبراير                    | مارس                      | أبريل                     | مايو                      | يونيو                     | يوليو                     | أغسطس                     | سبتمبر                    | أكتوبر                    | نوفمبر                    | ديسمبر                    | المعدل السنوي             |
| --------------------------------- | ------------------------- | ------------------------- | ------------------------- | ------------------------- | ------------------------- | ------------------------- | ------------------------- | ------------------------- | ------------------------- | ------------------------- | ------------------------- | ------------------------- | ------------------------- |
| متوسط درجة الحرارة الكبرى °م (°ف) | 30 (86)                   | 31 (88)                   | 31 (88)                   | 31 (88)                   | 31 (88)                   | 31 (88)                   | 30 (86)                   | 29 (84)                   | 29 (84)                   | 29 (84)                   | 30 (86)                   | 30 (86)                   | 30 (86)                   |
| متوسط درجة الحرارة الصغرى °م (°ف) | 23 (73)                   | 23 (73)                   | 24 (75)                   | 25 (77)                   | 25 (77)                   | 25 (77)                   | 25 (77)                   | 25 (77)                   | 25 (77)                   | 25 (77)                   | 25 (77)                   | 24 (75)                   | 25 (76)                   |
| الهطول مم (إنش)                   | 69 (2.7)                  | 55 (2.2)                  | 87 (3.4)                  | 97 (3.8)                  | 190 (7.5)                 | 263 (10.4)                | 259 (10.2)                | 239 (9.4)                 | 256 (10.1)                | 260 (10.2)                | 218 (8.6)                 | 131 (5.2)                 | 2٬124 (83.7)              |
| متوسط الأيام الممطرة              | 13.4                      | 11.6                      | 16.9                      | 19.1                      | 27.6                      | 28.5                      | 29.2                      | 28.8                      | 28.7                      | 28.9                      | 25.7                      | 20.1                      | 278.5                     |
| المصدر: Meteoblue                 |                           |                           |                           |                           |                           |                           |                           |                           |                           |                           |                           |                           |                           |